# Hipolitów (powiat grójecki)
Hipolitów – wieś w Polsce, położona w województwie mazowieckim, w powiecie grójeckim, w gminie Chynów.
Wieś wchodzi w skład sołectwa Sułkowice.
W latach 1975–1998 miejscowość należała administracyjnie do województwa radomskiego.